# 岡山県立井原高等学校
岡山県立井原高等学校（おかやまけんりつ いばらこうとうがっこう）は、岡山県井原市井原町にある県立高等学校。1902年（明治35年）に井原女子尋常高等小学校併設の補習科として設立された歴史ある学校である。「井高」と略称される。
岡山県立精研高等学校の統合後、校地が北校地（旧岡山県立井原高等学校）と南校地（旧岡山県立精研高等学校）に分かれていた。岡山県教育委員会が2018年度に策定した「県立高校教育体制整備実施計画」では県内に複数ある複数校地の解消が計画されており、2021年度に南校地の2科の生徒募集を停止し、2023年度から北校地に集約することが決定した。
2023年（令和5年）4月1日に南校地は閉鎖された。

## 設置学科
- 全日制課程　普通科・地域生活科

## 沿革
- 1902年（明治35年）5月 - 井原女子尋常高等小学校に補習科（専修科）として付設。
- 1903年（明治36年）12月 - 後月郡井原町立井原女学校（本科・専修科）を設置。高等小学校卒業者を収容。
- 1912年（明治45年）4月 - 岡山県井原町立高等女学校（本科・専修科）と改称。
- 1929年（昭和4年）4月 - 県移管となり、岡山県井原高等女学校と改称。
- 1948年（昭和23年）4月 - 学制改革により高等学校として発足し、岡山県立井原高等学校（3年制全日制普通課程）と改称。
- 1949年（昭和24年）8月 - 条例に基づき、男女共学に再編。
- 2003年（平成15年）10月 - 創立100周年記念式典挙行。
- 2006年（平成18年）4月 - 高校再編により岡山県立精研高等学校を統合する。
- 2019年（平成31年）- 各学科の定員の5％以内（普通科は学区外の5％と併せた人数）で全国募集を開始。
- 2020年（令和2年）- 全国募集枠が各学科の定員の10％以内（普通科は学区外の5％以内と併せた人数）に拡大。
- 2021年（令和3年）- 南校地の園芸科と家政科を改編、地域生活科を設置。
- 2023年（令和5年）4月 - 南校地の地域生活科を北校地に統合、南校地を閉鎖[2]。

## 所在地
岡山県井原市井原町1802
北緯34度36分16秒 東経133度27分23秒 / 北緯34.60444度 東経133.45639度

## 出身者
- 大舌勲（井原市長）
- 掛谷秀昭（工学者）
- 岡崎双一（イオンモール　元代表取締役社長　イオンリテール　元代表取締役会長）
- 渡邊功（東急電鉄　元取締役社長）
- 佐藤基嗣（パナソニック・ホールディングス株式会社副社長　関西経済連合会　副会長）
- 小川秀樹（千葉大学教授　成蹊大学法学部客員教授）
- 佐藤典子（IPU環太平洋大学特任教授）
- 井上徹（ブックオフコーポレーション　執行役員）
- 高村彰典（株式会社サイバー・バズ　代表取締役社長）